# Korpus Zaporoski

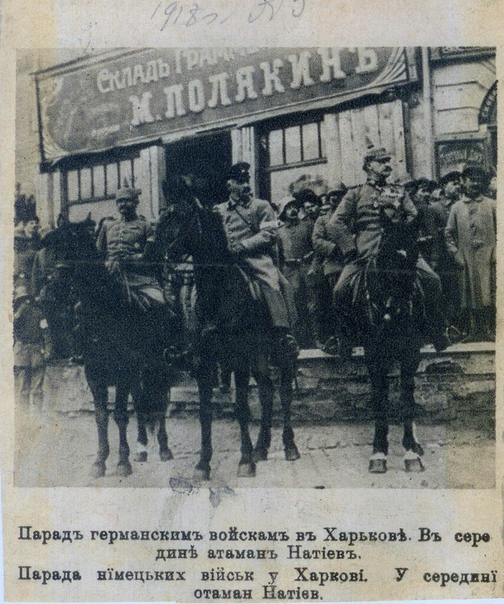
Zurab Natijew

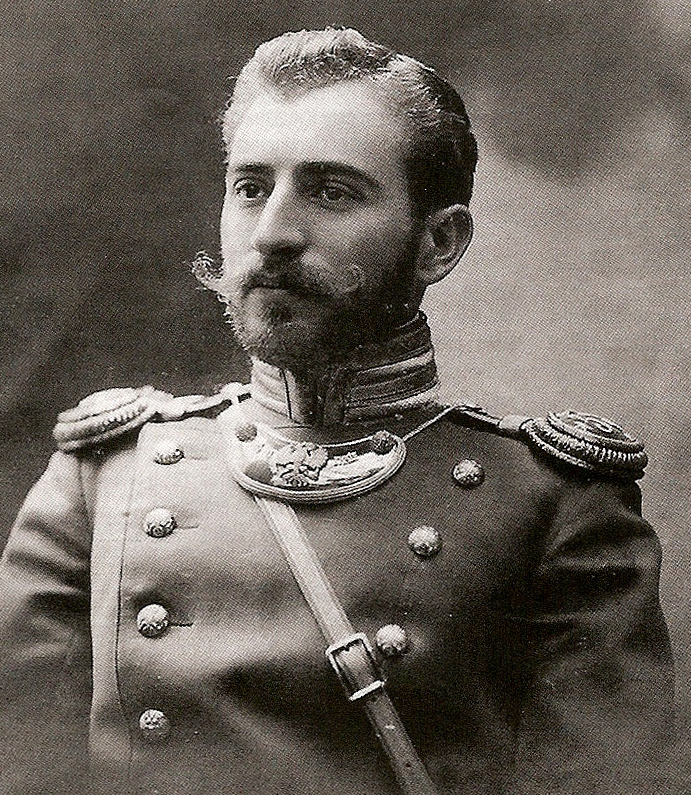
Petro Bołboczan

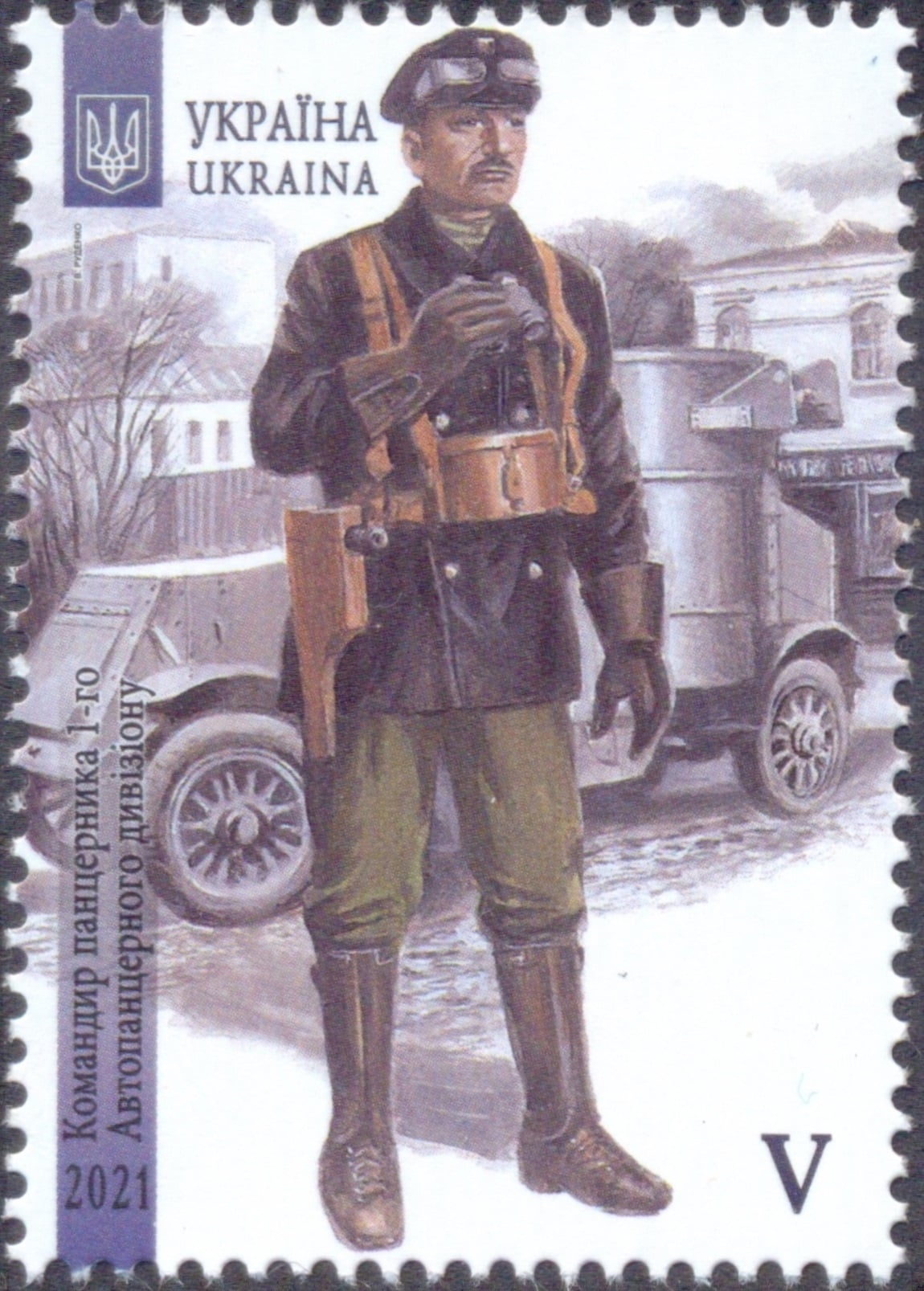
Dowódca z 1 Zaporoskiego Dywizjonu Samochodów Pancernych

Korpus Zaporoski – korpus Armii Ukraińskiej Republiki Ludowej, istniejący w latach 1918–1919.
Został sformowany w marcu 1918 w Charkowie. Dowódcą pułku został mianowany gen. Zurab Natijew, szefem sztabu ppłk Hendenreich.
W skład Korpusu wchodziły:
- 1 Dywizja Zaporoska (dowódca płk Petro Bołboczan, szef sztabu płk Hendenreich)
  - 1 Zaporoski Pułk Piechoty im. hetmana P. Doroszenki (płk О. Zahrodśkyj)
  - 2 Zaporoski Pułk Piechoty (płk P. Bołboczan)
  - 3 Zaporoski Pułk Piechoty im. hetmana B. Chmielnickiego (płk Ołeksandr Szapował)
  - 3 Hajdamacki Pułk Piechoty (płk Wołodymyr Sikewycz)

- 2 Dywizja Zaporoska
  - 1 Zaporoski Pułk Konnych Hajdamaków im. K. Hordijenki (płk Wsewołod Petriw)
  - 1 Zaporoski Pułk Inżynieryjny (płk О. Koźma)
  - 1 Zaporoski Pułk Artylerii (płk О. Parfeniw)
  - 1 Zaporoski Dywizjon Samochodów Pancernych (kpt О. Bołdyriw)
  - Zaporoski konno-górski dywizjon artylerii (płk Ołeksa Ałmaziw)
  - Zaporoska Eskadra Wodnosamolotów (5 wodnosamolotów, М. Baraniw)

Skład korpusu liczył od 3 do 15 tysięcy żołnierzy.
W marcu-kwietniu 1918 Korpus przy wsparciu niemieckich oddziałów wyzwolił spod bolszewickiej okupacji Lewobrzeżną Ukrainę, rejon Doniecka i Krym. W czasie działalności Hetmanatu Korpus przeformowano w Dywizję Zaporoską. Od czerwca do listopada 1918 chronił wschodnie granice Ukrainy. Podczas powstania antyhetmańskiego przeszedł na stronę Dyrektoriatu. W listopadzie-grudniu w skład korpusu wchodziły 2 dywizje (dowódcy płk. О. Zahorodśkyj і płk. W. Osmołowśkyj). 
Dowodzącym Korpusem na Lewobrzeżnej Ukrainie Dyrektoriat wyznaczył płk. Bołboczana. W lutym i marcu Korpus prowadził krwawe walki przeciw wojskom bolszewickim  w rejonie Winnicy, Płoskirowa, Żytomierza. Wskutek natarcia berdyczowskiej grupy Armii Czerwonej został odcięty od głównych sił armii URL. 
W tym okresie dowodził ataman О. Wołoch, а później płk. I. Dubowśkyj. Po ciężkich walkach Korpus wycofał się na terytorium Rumunii, gdzie został internowany. 
Pod koniec kwietnia 1919 Кorpus opuścił bez broni terytorium Rumunii i przechodząc przez Galicję przebił się na Wołyń do innych oddziałów armii URL. W kwietniu-maju 1919 został przeformowany w Zaporoską Grupę Armii URL pod dowództwem Wołodymyra Salskiego, która pod dowództwem gen. Mychała Omelianowycza-Pawlenki wzięła udział w pierwszym pochodzie zimowym. Na początku 1920 jej pozostałości zostały przeorganizowane w 1 Zaporoską Dywizję Strzelców, uczestniczącą w wojnie polsko-bolszewickiej jako sojusznik Wojska Polskiego.